# Sergej Prudovski
Sergej Prudovski, ruski povjesničar, istraživač sovjetskih radnih logora gulaga.
Otkrio je zataškavanje zločina počinjenih za vrijeme sovjetskog režima, napose pod Staljinovim vodstvom, koje je provodila sama država Rusija putem policijskih i obavještajnih službi na primjeru uništavanja registracijskih kartica s osobnim podacima zatočenika gulaga u području Magadan. Nakon što je Prudovski o tome obavijestio moskvoski Muzej povijesti gulaga, muzej se obratio Vijeću za ljudska prava pri Kremlju, čiji je predsjednik Mihail Fedotov kazao da se radi o “barbarskom” činu.
Istražujući sudbinu svoga djeda Stjepana Kuznjecova, uhićenog i osuđenog kao japanskog špijuna, otkrio je imena još 1.700 ljudi uhićenih i osuđenih zbog sličnih razloga s njegovim djedom zbog tzv. Slučaja "Harbin", koji se odnosi na progone Kineza, povratnika na rusko tlo, od sovjetskih vlasti. Pronašao je i popis od 475 progonjenih osoba, čija se imena nisu nalazila u službenim povijesnim dokumentacijama.
Istraživao je i izvršitelje naloga pogubljenja zatvorenika, časnike iz redova FSB-a Illariona Wolfsona, Ivana Sorokina i Arkadija Postela, koji su odobravali smrtne kazne zatvorenicima i potvrđivali ih vlastoručnim potpisima. Nakon što je na sudu u Moskvi odbijena njegova žalba zbog uskraćivanja informacija iz FSB-ove pismohrane o zapisima pogubljenja NKVD-a, Prudovski je tužio FSB na Vrhovnom sudu Rusije zbog zataškavanja informacija i odbijanja pristupa pismohrani unatoč činjenici da je sa sadržaja skinuta oznaka tajnosti.
Surađuje s moskovskim Muzejom povijesti gulaga. 